# Peña Bolística Cantabria
La Peña Bolística Cantabria fue fundada en 1948 en Barcelona. Es la única peña de Cataluña que ha llegado a militar en la máxima categoría del bolo palma, la Liga Nacional de Bolos.

## Historia
La PB Cantabria nace en 1948 por las ganas de los emigrantes cántabros en la Ciudad Condal de practicar uno de los deportes autóctonos de la región; el nombre de la peña por aquel entonces fue Gran Peña Bolística de Cantabria, y también fue el embrión de lo que después sería la Casa de Cantabria barcelonesa en 1985. A nivel de club nunca ha sobresalido en las competiciones de Liga y Copa: en sus seis participaciones en la máxima competición en los años 1993, 2005, 2008, 2009, 2010 y 2011, siempre ha finalizado en los últimos puestos, descendiendo en 1993 y 2005. Tras el 14º puesto alcanzado en 2008 (que conllevaba el descenso de categoría) la ruptura entre la Federación Cántabra y la Española y la creación de la nueva Liga APEBOL, la peña vuelve a disputar la Liga Nacional en 2009, finalizando 4º (y última) de su grupo. En 2010 se clasifica segunda de su grupo de la Liga Nacional (séptima mejor puntuación global de entre las nueve peñas que disputan la Liga), mientras que en 2011 es cuarta en el grupo 2.
La peña organiza uno de los concursos de bolos más importantes a nivel nacional, el Concurso Ciudad de Barcelona.

## Palmarés
- 6 participaciones en la Liga Nacional de Bolos: 1993, 2005, 2008, 2009, 2010 y 2011.
- Mejor clasificación: 2ª de su grupo en la Liga Nacional: 2010.